# 小海神蛤
小海神蛤（学名：Dorisca nana），是帘蛤目帘蛤科丽人蛤属的一种。主要分布于中国大陆、台湾，常栖息在潮下带94－105.5米。